# True Blooded Yankee
Le True Blooded Yankee est une corvette américaine qui fut commissionnée pour la guerre de course durant la Guerre anglo-américaine de 1812.
Ce sloop of war gréé en brick, avait été construit à Blackwall (Londres) et lancé le 30 juillet 1806 sous le nom de HMS Challenger. Dernier de la classe Fly, il portait 14 caronades de 24 et 2 canons de 6 livres. Alors qu'il naviguait sous les ordres du capitaine britannique Goddart Blennerhasset, il fut capturé le 12 mars 1811 au large de l'île de Batz par la frégate impériale française Pregel et la flûte la Revanche. Après une canonnade qui causa deux morts parmi les Anglais, la Pregel, dont c'était la première sortie en mer entre Saint-Servan et Brest, s'empara du Challenger.
Vendu aux enchères à Brest le 29 juillet 1811, ce navire fut acheté par le négociant-armateur malouin Thomazeau, puis par Henry Preble, un négociant américain résidant à Paris  qui le rebaptisa True Blooded Yankee, dans l'intention de l'utiliser comme corsaire durant la guerre de 1812 entre le Royaume-Uni et les États-Unis.. Il l'équipa et le réarma à Brest, ayant recruté un équipage composé en partie de matelots américains sortis des prisons françaises. Il reçut sa lettre de marque le 19 décembre 1811. Il est d'abord commandé par Joshua Hailey, puis par le propre neveu de Preble, Thomas Oxnard.
Le True Blooded Yankee navigua à partir de Morlaix, Brest et Lorient.
Très rapide et manœuvrant, opérant dans les eaux britanniques jusque dans le Canal Saint Georges, il causa des dommages importants au commerce des Anglais. Le True Blooded Yankee  finit par être capturé le 24 juin 1814 par le Hope, sloop britannique.